# Ктезифон
Ктезифон или Ктесифон (на средноперсийски: 𐭲𐭩𐭮𐭯𐭥𐭭; на персийски: تیسفون; на арабски: قطيسفون; на гръцки: Κτησιφῶν) е един от най-големите градове в древна Месопотамия, съществувал от V век пр. Хр. до VIII—IX век сл. Хр. Бил е столица на Партското царство и държавата на Сасанидите. В периода 570 – 637 г. е смятан за най-големия град в света, наред с Константинопол и Чанан (Сиан, Китай).
Градът е бил разположен на около 32 км от Багдад по течението на река Тигър, като е заемал площ от 30 км².

## История
За първи път Ктесифон се споменава в Книга на Ездра в Стария завет във връзка със събития, случили се при цар Артаксеркс I (465 пр. Хр.—424 пр. Хр.). През 305 г. пр. Хр. на другия бряг на Тигър възниква гръцкият град Селевкия, като двата града често са обединявани под названието Селевкия-Ктесифон.
През 144 г. пр. Хр. Митридат I Партски завоюва Месопотамия и пренася столицата на Партия в Екбатана, а в Ктесифон построява зимна резиденция. По-късно Ктесифон става столица и един от най-важните градове на Партската държава, с което се превръща в мишена на нападенията на Римската империя. През 116 година е превзет от Марк Улпий Траян, но още на следващата година е върнат на Партия. През 164 г. пълководецът Авидий Касий отново завзема града, но го напуска след подписването на мирен договор. През 197 г. Септимий Север разорява Ктесифон и продава около 100 000 негови жители в робство.
През III век Ктесифон влиза в персийската държава на Сасанидите и в него се основава резиденция на Асирийската източна църква.
През 363 г. край Ктесифон загива римският император Юлиан. През 627 г. византийският император Ираклий обсажда града и отстъпва едва след съгласието на Персия да приеме неговите условия за мир. През 637 г. Ктесифон е завзет от арабите при мюсюлманското завоюване на Персия. Въпреки че населението не пострадва от самото завладяване, значението на града намалява, особено след основаването на Багдад през VIII век. Към 763 г. градът е в руини, които са използвани като кариери за строителен материал